# Jan Ferák
Jan Ferák (8. července 1913 Ústí – 14. května 1942 Barentsovo moře) byl československý vojenský pilot, který se na straně republikánů zúčastnil španělské občanské války.
Ve Španělsku bojoval jako pilot bombardéru, po návratu do Československa ve vzpomínkách uveřejněných v časopise Ahoj ale tvrdil, že létal i jako stíhač a dosáhl několika sestřelů. Tyto neověřené informace byly později, zejména v době komunistického režimu, přebírány různými autory a Ferák byl prezentován jako letecké eso. Podle posledních výzkumů se údaje o Ferákově kariéře stíhače s největší pravděpodobností nezakládají na pravdě.
Po německé okupaci uprchl Ferák přes Polsko do Sovětského svazu. V roce 1942 se v Buzuluku přihlásil do vznikajícího československého praporu. Protože množství československých letců v SSSR nestačilo k vytvoření samostatné letecké jednotky, bylo rozhodnuto o jejich odeslání k československým perutím ve Velké Británii. Během cesty zahynul Jan Ferák společně s několika dalšími letci na palubě křižníku HMS Trinidad, který byl napaden německými letouny a potopen.

## Život

### Mládí

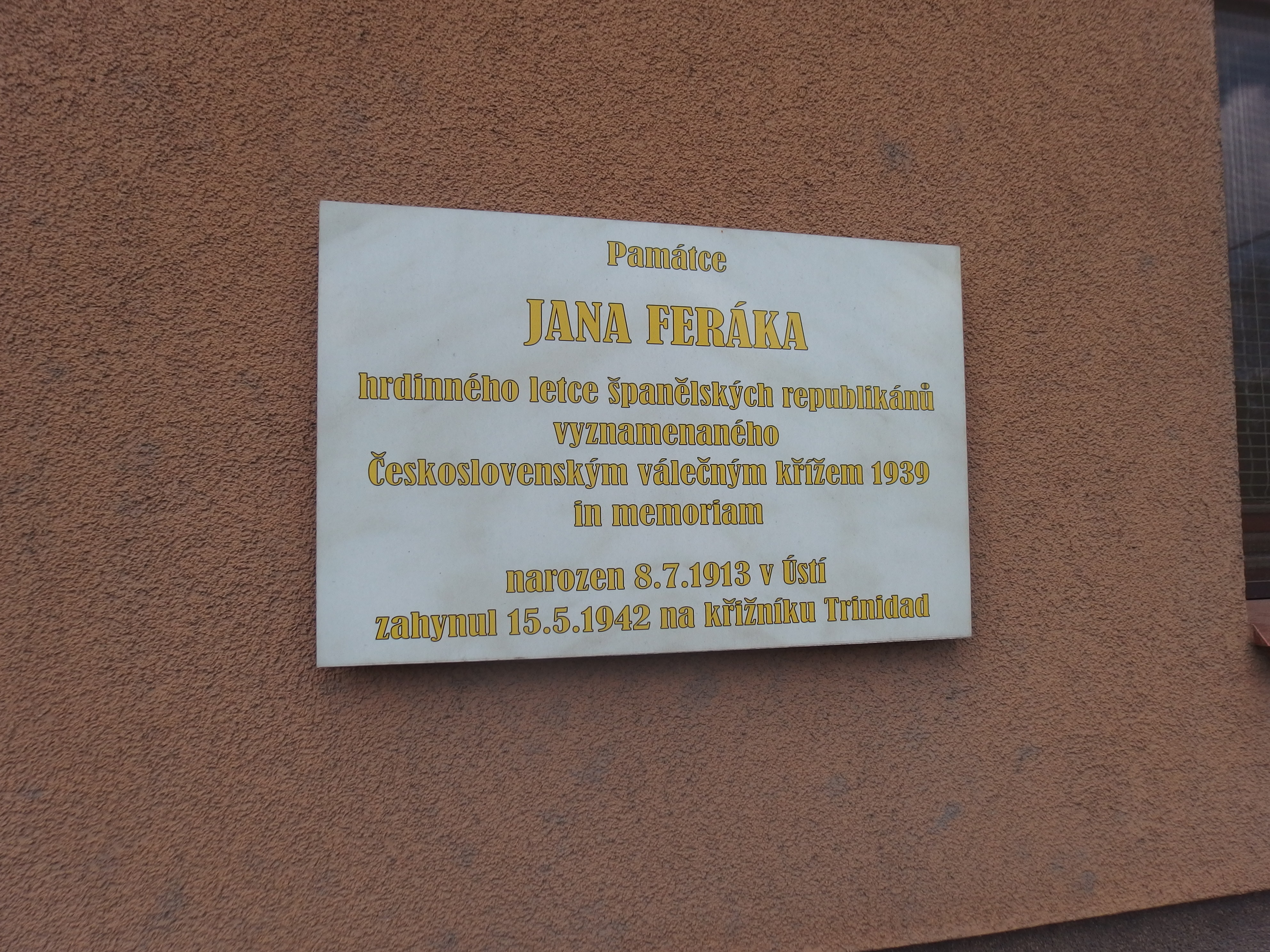
Ferákova pamětní deska v Ústí

Narodil se jako jediný syn kováře a rolníka Jana Feráka staršího a jeho manželky Aloisie rozené Dudové. Měl starší sestru Vlastu. Po obecné škole v Ústí a měšťanské škole ve Vsetíně se vyučil strojním zámečníkem a automechanikem. V lednu 1931 získal výuční list, odstěhoval se z domova, půl roku pracoval jako automechanik v Holešově a 1. října 1931 nastoupil do prostějovské Školy pro odborný dorost letectva.

### Služba v československé armádě

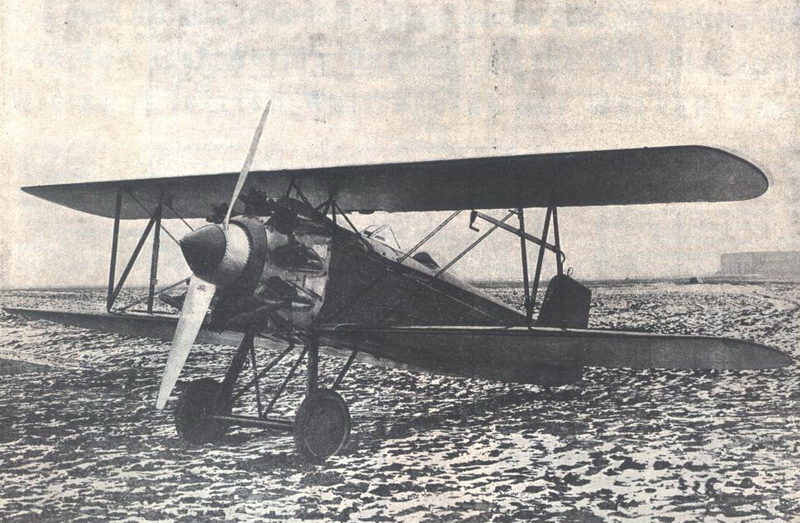
Avia BH-33

Po absolvování školy narukoval 1. srpna 1933 jako pilot k Leteckému pluku 1. Byl přezkoušen u cvičné letky ve Kbelích a poté nastoupil k pozorovací letce 3 v Milovicích. Zde létal na strojích Aero AP-32. Nadřízenými byl hodnocen příznivě a byl postupně povýšen na svobodníka (15. října 1933) a desátníka (10. října 1934). Na konci října 1934 byl převelen k pozorovací letce 15 Leteckého pluku 3 ve Vajnorech. V létě 1935 absolvoval šestitýdenní stíhací kurz, během něhož byl 16. července povýšen na četaře. Od 16. srpna 1935 sloužil u stíhací letky 38, vyzbrojené převážně letouny Avia BH-33, která byla umístěna také ve Vajnorech.
Jeho kariéra stíhače trvala velmi krátce, neboť již 9. září byl obviněn z celkem šesti krádeží peněz na vojenských ubikacích. Byly mu prokázány tři (140 Kč a 2× 100 Kč), ke kterým se také přiznal. Zbylých obvinění byl zproštěn pro nedostatek důkazů. Brigádní soud v Bratislavě jej 19. září 1935 odsoudil k degradaci na vojína a k podmíněnému trestu čtyř týdnů vězení se zkušební dobou na tři roky. Po odsouzení byl vyloučen z řad letců a převelen k pěchotě.
Od 22. října 1935 sloužil u Pěšího pluku 42 v Terezíně. Degradaci a službu u pěchoty nesl velmi těžce, své psychické problémy řešil alkoholem a také morfiem. Jeho stav se zhoršil natolik, že 6. března 1936 byl na týden umístěn na pozorování na neuro-psychiatrické oddělení Divizní nemocnice č. 1 v Praze. Krátce poté, 15. března, byl z armády propuštěn v hodnosti vojína v záloze.

### Po propuštění z armády
Usadil se v Praze a nastoupil jako montér do leteckého oddělení ČKD ve Vysočanech. V této době byl kontaktován neznámým mužem, který po něm žádal fotografie budov ČKD. Ferák to oznámil na policii, protože se domníval, že muž je německý agent. Sám Ferák byl ale zanedlouho vyšetřován pro podezření z vyzvědačství ve prospěch Německa. Odpověděl totiž na inzerát, zveřejněný v československém tisku, ve kterém byli hledáni spolupracovníci, působící v letectví, pro lipský letecký časopis Die Flugwelt. Žádný takový časopis ale neexistoval a československé úřady měly podezření (které se v roce 1938 potvrdilo), že jde o akci německé zpravodajské služby. Řízení proti Ferákovi bylo zastaveno, protože žádné důkazy o vyzvědačství nebyly nalezeny a on sám nabídl spolupráci policejním orgánům.
V červenci 1936 vypukla španělská občanská válka a na podzim začala KSČ organizovat ilegální nábor dobrovolníků pro boj na straně republikánů. Jan Ferák v této době s KSČ sympatizoval, účastnil se stranických schůzí a dalších akcí. Nabídku k cestě do Španělska dostal Ferák pravděpodobně od komunistického poslance Otto Synka.

### Španělská občanská válka

Potez 540 španělského republikánského letectva

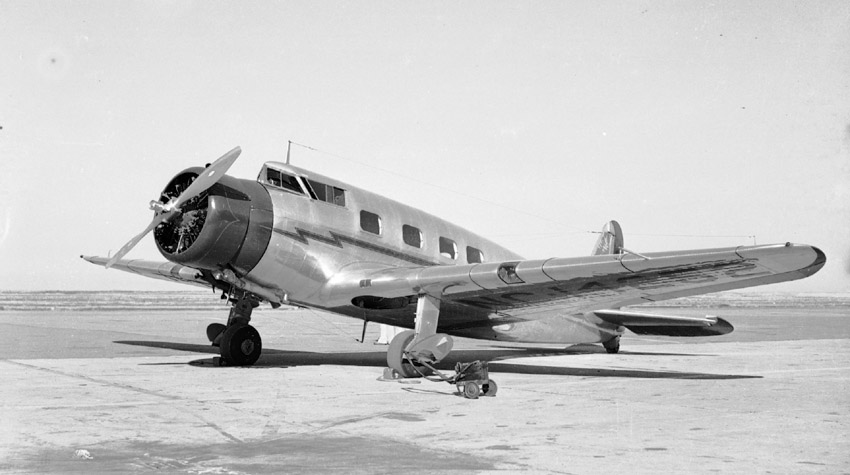
Vultee V-1 (civilní verze)

Ferák se vydal na cestu do Španělska společně s dalšími dvěma čs. dobrovolníky na konci listopadu 1936, do výcvikového střediska interbrigád v Albacete dorazil v prosinci. Zde byl přidělen jako pilot bombardéru k Escadre André Malraux pod velením André Malrauxe. Jednotka byla vyzbrojena bombardéry Potez 540/542 a stíhačkami Nieuport-Delage NiD 52 a Dewoitine D.371. Krátkou dobu operovala z letiště Alcalá de Henares nedaleko Madridu, poté byla přesunuta do Alicante. V bojích při neúspěšné obraně Málagy během ledna a února 1937 jednotka utrpěla těžké ztráty a v březnu byla rozpuštěna.
Poté nastoupil Ferák do bombardovací jednotky Grupo 11 de Bombardeo Nocturno (nazývané také Grupo Mixto No. 11 nebo Grupo Potez). Vyzbrojena byla šesti Potezy 540 a 542, dvěma Blochy MB.210 a jednotlivými kusy Fokkerů F.VII, F.IX, F.XII a F.XVII. Ferák se stal velitelem letky vyzbrojené Potezy a byl povýšen na kapitána. Palubními střelci ve Ferákově osádce byli Češi Josef Soušek a Zdeněk Talaš.
Dne 31. května 1937 bombardoval Ferák se svým Potezem město Palma de Mallorca. Po náletu byl napaden třemi Fiaty CR.32 z italské jednotky, umístěné na ostrově. Ferák se pokusil s poškozeným letounem, kterému hořel levý motor, nouzově přistát na pobřeží Mallorky. Letoun ale havaroval a shořel. Ferák při nezdařeném přistání utrpěl popáleniny a posléze byl zajat, ostatní členové posádky včetně Souška a Talaše zahynuli na místě, nebo zanedlouho zemřeli na následky zranění. Zraněný Ferák byl do 26. června léčen ve vojenské nemocnici v Palmě de Mallorca. Zde ho navštívil velitel místní letecké základny Ramón Franco, mladší bratr generála Franka. Společně s dalšími šesti zajatými republikánskými letci byl Ferák 19. července 1937 v Hendaye na španělsko-francouzské hranici vyměněn za sedm italských a německých letců.
Po krátkém odpočinku se vrátil zpět do Španělska. Jeho další nasazení není zcela jasné, bojově pravděpodobně již nelétal. Nakrátko se vrátil ke své původní jednotce, poté působil na barcelonském letišti, ze kterého přelétával s novými a opravenými letouny k bojovým jednotkám. Později (oficiálně od 28. prosince 1937) sloužil jako instruktor u nově formované jednotky, vyzbrojené americkými letouny Vultee V-1. Šlo o původně dopravní letouny, které byly ve Španělsku přestavěny na lehké bombardéry. Jednotka byla bojově nasazena až v době Ferákova odchodu ze Španělska.

### Zpět v Československu
Na začátku dubna 1938 se Ferák vrátil zpět do Československa. Po návratu byl bez peněz a neúspěšně požadoval finanční podporu od Rudé pomoci (v té době v Československu zakázané a působící pod krycím názvem Solidarita). Neposkytnutí pomoci vedlo k ochlazení jeho vztahů s komunisty. To se projevilo i v jeho vzpomínkách ze Španělska, které pod názvem Ve stihačce a bombarďáku nad Španělskem během roku 1938 vycházely na pokračování v časopise Ahoj a v nichž byl k působení komunistů ve Španělsku dosti kritický. Nezveřejnil je pod svým jménem, ale pouze pod šifrou KOL. S jejich zpracováním mu pomáhal jeho kamarád ze služby v československém letectvu Václav Kubec. Dle policejních záznamů se v této době Ferák veřejně politicky neangažoval. Žil opět v Praze a pracoval jako strojní zámečník v Avii. Seznámil se s Marií Talašovou (* 1917), sestrou svého padlého spolubojovníka ze Španělska Zdeňka Talaše, a 7. února 1939 se s ní oženil.

### V Sovětském svazu
Po německé okupaci a vzniku Protektorátu Čechy a Morava se Ferák jako bývalý interbrigadista obával represí. Proto 15. dubna 1939 manželé Ferákovi Protektorát opustili a přes Polsko emigrovali do Sovětského svazu. Byli ubytováni nedaleko Moskvy v letním sídle („dače“) společně s vedoucími komunistickými emigranty (Gottwald, Kopecký, Slánský, Šverma, Nejedlý a další) a jejich manželkami. Ferák se úporně snažil o přijetí do řad sovětského letectva, ale neúspěšně. Po pěti měsících byli manželé Ferákovi odesláni do Čeljabinsku, kde Jan Ferák začal pracovat jako soustružník v traktorovém závodě. Marie Feráková zde 21. března 1940 porodila dceru Janu. Jejím kmotrem byl Vendelín Opatrný.
Podle vzpomínek Marie Ferákové byl život v Čeljabinsku velmi těžký a Jan Ferák proto vícekrát neúspěšně žádal o přeložení na jiné místo. V červnu 1940 byli manželé povoláni zpět do Moskvy, kde jim komunistický poslanec Josef Krosnář oznámil, že pro ně zajistil lepší místo ve Vorošilovgradě. Ferák zde pracoval také v traktorovém závodě. Podmínky ve Vorošilovgradě byly snesitelnější až do napadení SSSR nacistickým Německem, kdy se město stalo cílem německých náletů. V prosinci 1941 bylo rozhodnuto o evakuaci traktorového závodu před postupujícími Němci a Ferákovi absolvovali vyčerpávající čtyřicetidenní cestu vlakem do Alma-Aty v Kazachstánu. Během cesty jejich dcera vážně onemocněla a po příjezdu do Alma-Aty málem zemřela.

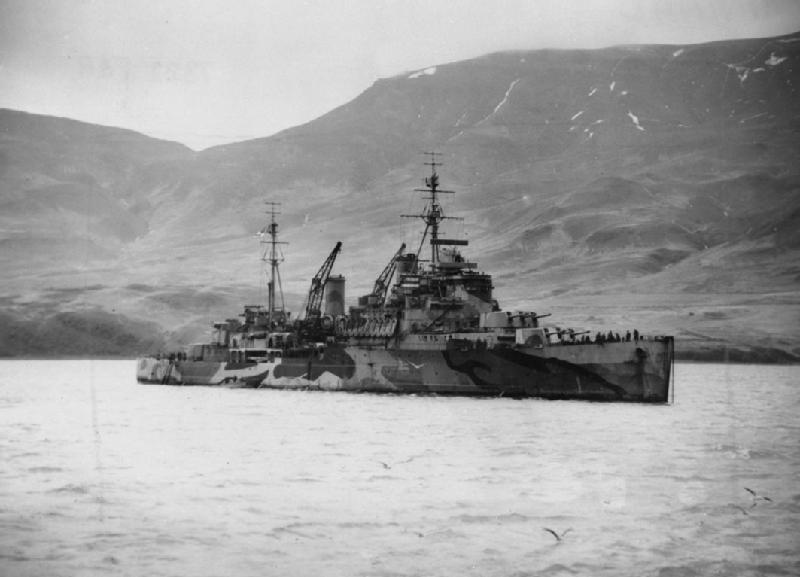
HMS Trinidad u pobřeží Islandu, únor 1942

V únoru 1942 odjel Ferák do Buzuluku a přihlásil se do nově formovaného československého praporu. Od 14. února byl zařazen do štábní roty v hodnosti četaře, 6. března byl povýšen na rotného. Již 28. března se ale se skupinou dalších letců vydal na cestu do Murmanska, odkud měli být přepraveni lodí do Velké Británie. Počet československých letců v SSSR totiž nestačil k vytvoření samostatné letecké jednotky, o což se neúspěšně pokoušel plukovník Josef Berounský, vyslaný z Londýna. Bylo proto rozhodnuto přesunout letce k československým perutím v RAF.
Skupina pod velením Berounského vyplula 28. dubna 1942 z Murmanska na palubě britského lehkého křižníku HMS Edinburgh (třída Edinburgh), který byl součástí ochrany konvoje QP 11. Po útocích německých ponorek a torpédoborců byl ale Edinburgh tak poškozen, že 2. května musel být potopen britským torpédoborcem. Skupina československých letců byla zachráněna a dopravena zpět do Murmanska, kromě Berounského, který zahynul.
Společně s ostatními vyplul Ferák znovu z Murmanska 13. května na palubě britského lehkého křižníku HMS Trinidad (třída Crown Colony) v konvoji QP 13. Druhý den plavby, 14. května 1942, začaly na Trinidad útočit německé torpédové a bombardovací letouny. Po několika neúspěšných útocích byl křižník zasažen čtyřmi pumami, svrženými Junkersem Ju 88. Čtvrtá explodovala v podpalubním prostoru, kde se ukryl Ferák spolu se třemi dalšími letci. Nikdo z nich nepřežil.
Jan Ferák byl 31. srpna 1942 vyznamenán Československým válečným křížem 1939 in memoriam.